# São Paulo Railway Company 4–2 São Paulo Gaz Company
São Paulo Railway Association 4 x 2 São Paulo Gaz Company foi a primeira partida de futebol no Brasil.

## Antecendentes

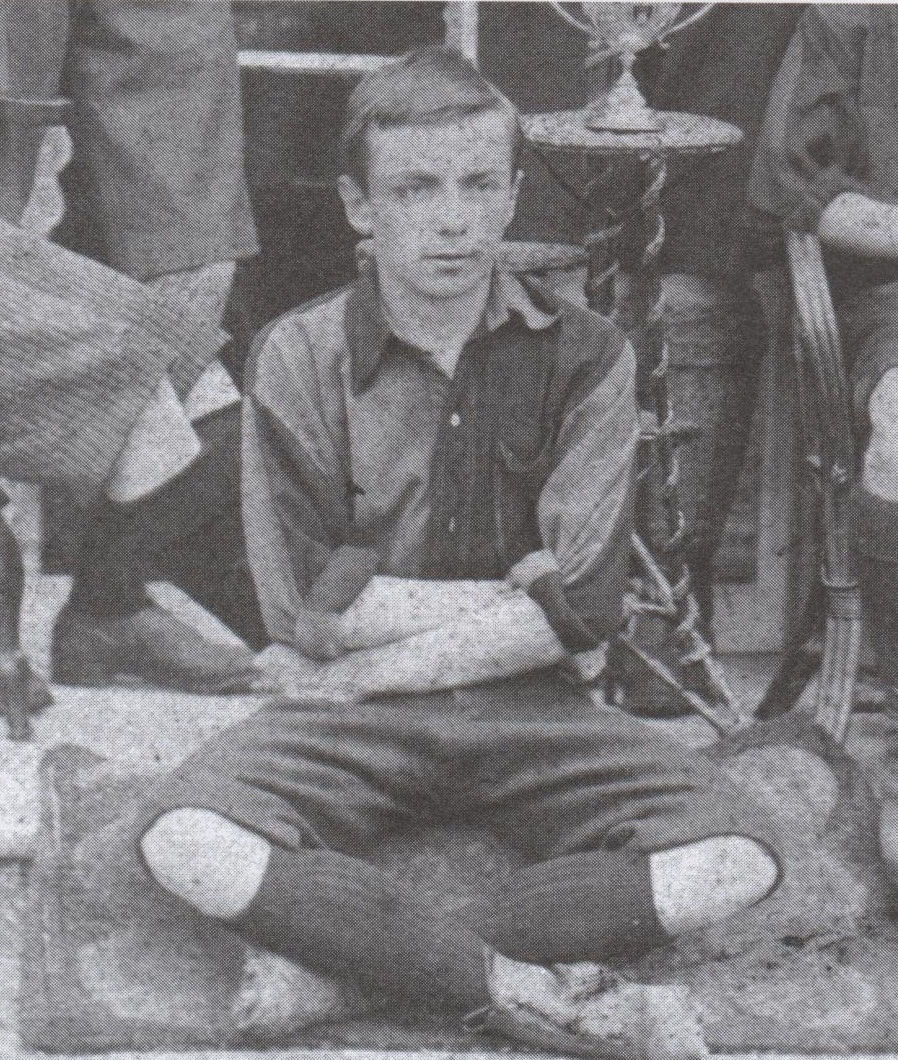
Charles Miller no Southampton F.C., 1894.

Charles Miller, filho de um escocês com uma brasileira, retornou para o Brasil em 1894, após estudar na Inglaterra por muitos anos. Lá, conheceu o futebol. Trouxe consigo duas bolas e apresentou o esporte aos amigos, que ficaram surpresos, como conta Miller numa entrevista realizada para a revista O Cruzeiro em 1952 :
| “ | Numa tarde fria de outono em 1895, reuni os amigos e convidei-os a disputarem uma partida de football. Aquele nome, por si só, era novidade, já que naquela época somente conheciam o críquete. - Como é esse jogo? - perguntam uns. - Com que bola vamos jogar? - indagavam outros. - Eu tenho a bola. O que é preciso é enchê-la. - Encher com o quê - perguntavam. - Com ar. - Então vá buscar que eu encho." | ” |

## A partida
| 14 de abril de 1895 | São Paulo Railway Association | 4 - 2 | São Paulo Gaz Company | Várzea do Carmo, São Paulo |
|                     |                               |       |                       |                            |

No dia 14 de abril de 1895, na Várzea do Carmo, no Brás, em São Paulo, o São Paulo Railway Association, time de Charles Miller, ganhou do São Paulo Gaz Company por 4 a 2.

## Legado
A partida ficou marcada na história do futebol brasileiro pois possibilitou a criação dos clubes de futebol que conhecemos hoje.